# Uchenna Emedolu
Uchenna Emedolu, född den 17 september 1976, är en nigeriansk friidrottare som tävlar i kortdistanslöpning.
Emedolu deltog vid Olympiska sommarspelen 2000 där han blev utslagen i försöken på 200 meter. Han deltog även vid VM 2001 då han på både 100 meter och 200 meter tog sig till semifinal men väl där fick han se sig utslagen. 
Vid Samväldesspelen 2002 blev han silvermedaljör på 100 meter på tiden 10,11. Han var även i final på både 100 och 200 meter vid VM 2003 och slutade sexa på 100 meter och åtta på 200 meter. 
Vid Olympiska sommarspelen 2004 blev han bronsmedaljör i stafetten över 4 x 100 meter. Individuellt blev han utslagen i semifinalen på 100 meter. 
Vid Afrikanska mästerskapen 2006 vann han guld på 200 meter och silver på 100 meter. Däremot blev Olympiska sommarspelen 2008 en besvikelse och han blev utslagen redan i försöken på 100 meter. 

## Personliga rekord
- 100 meter - 9,97
- 200 meter - 20,31